# One Thing (песня One Direction)
«One Thing» — песня британского бой-бенда One Direction, третий трек их дебютного альбома 2011 года Up All Night.
Также песня вышла отдельным синглом. (Это был третий сингл альбома, вслед за «What Makes You Beautiful» и «Gotta Be You».)
В Великобритании сингл с этой песней поднялся до 9-го места в национальном чарте (UK Singles Chart). В США песня достигла 39 позиции (в чарте Billboard Hot 100).

## Сюжет песни
В песне ребята из группы One Direction (или главный герой, от имени которого они эту песню исполняют) признаются девушке, что им нужна от неё только одна вещь (англ. one thing). Что это конкретно, не уточняется (да и ребята сами поют, что не знают, что это), но, судя по настрою песни, это что-то про любовь и романтичное. (В песне так с юмором обыгрывается фраза о том, что парню от девушки «нужно только одно».)

## История создания
Авторы песни — Саван Котеча (вокальный тренер на британском X Factor’е) и шведские сонграйтеры Карл Фальк и Рами Якуб.
Они же написали для группы One Direction ставшую её дебютным синглом песню «What Makes You Beautiful».
Среди других песен, которые Карл Фальк и Рами Якуб написали, «Lose My Mind» группы The Wanted. За плечами Якуба также было соавторство нескольких хитов Бритни Спирс, среди которых «Stronger» и «Lucky»
В интервью Examiner.com Карл Фальк так рассказывал историю создания песни:
Она была изначально написана как две разные песни. У одной был очень, очень хороший куплет. А у другой очень, очень хороший припев. Так что мы объединили эти две песни вместе. Это на самом деле был Сават Котеча, кому пришла в голову эта идея. Так что мы просто объединили две песни и сделали из них одну песню. Когда мы это сделали, всё встало на свои места. Нам всем нравился куплет. Это почти что колыбельная, так структурирован. Так что как раз имело смысл [с таким куплетом] иметь мощный припев и всё такое. Эта песня казалась идеальной парой («сестрой») к [песне] «What Makes You Beautiful». Это был долгий процесс [...], но, когда у нас получилось и песня была закончена, мы подумали, что она возможно даже лучше, чем «What Makes You Beautiful». По-моему, «One Thing» лучше песня. Эта моя любимая из трёх, [что я написал в альбоме Up All Night].

## Релиз и приём публики
Это был третий сингл группы One Direction. Он вышел 2 января 2012 года.
В Великобритании сингл с этой песней поднялся до 9-го места в национальном чарте (UK Singles Chart). В США песня достигла 39 позиции (в чарте Billboard Hot 100).
К ноябрю 2013 года в США было продано 1 486 000 копий сингла.

## Сертификации
| Регион | Сертификация  | Продажи   |
| --- | ------------- | --------- |
| Австралия (ARIA) | 4× Платиновый | 280 000^  |
| Канада (Music Canada) | 2× Платиновый | 160,000^  |
| Дания (IFPI Danmark) | Золотой       | 15 000^   |
| Италия (FIMI) | Золотой       | 15 000*   |
| Япония (RIAJ) | Золотой       | 100 000^  |
| Мексика (AMPROFON) | Золотой       | 30,000*   |
| Новая Зеландия (RMNZ) | Золотой       | 7500*     |
| Норвегия (IFPI Norway)                                                                                                   | 3× Платиновый | 30 000*   |
| Великобритания (BPI) | Серебряный    | 200,000   |
| США (RIAA) | Платиновый    | 1,486,000 |
| * Данные о продажах приведены только на основе сертификации. ^ Данные о тиражах приведены только на основе сертификации. |               |           |